# Arlay
Arlay is een gemeente in het Franse departement Jura in de regio Bourgogne-Franche-Comté). De plaats maakt deel uit van het arrondissement Lons-le-Saunier. De gemeente telde 1.254 inwoners op 1 januari 2016.

## Gechiedenis

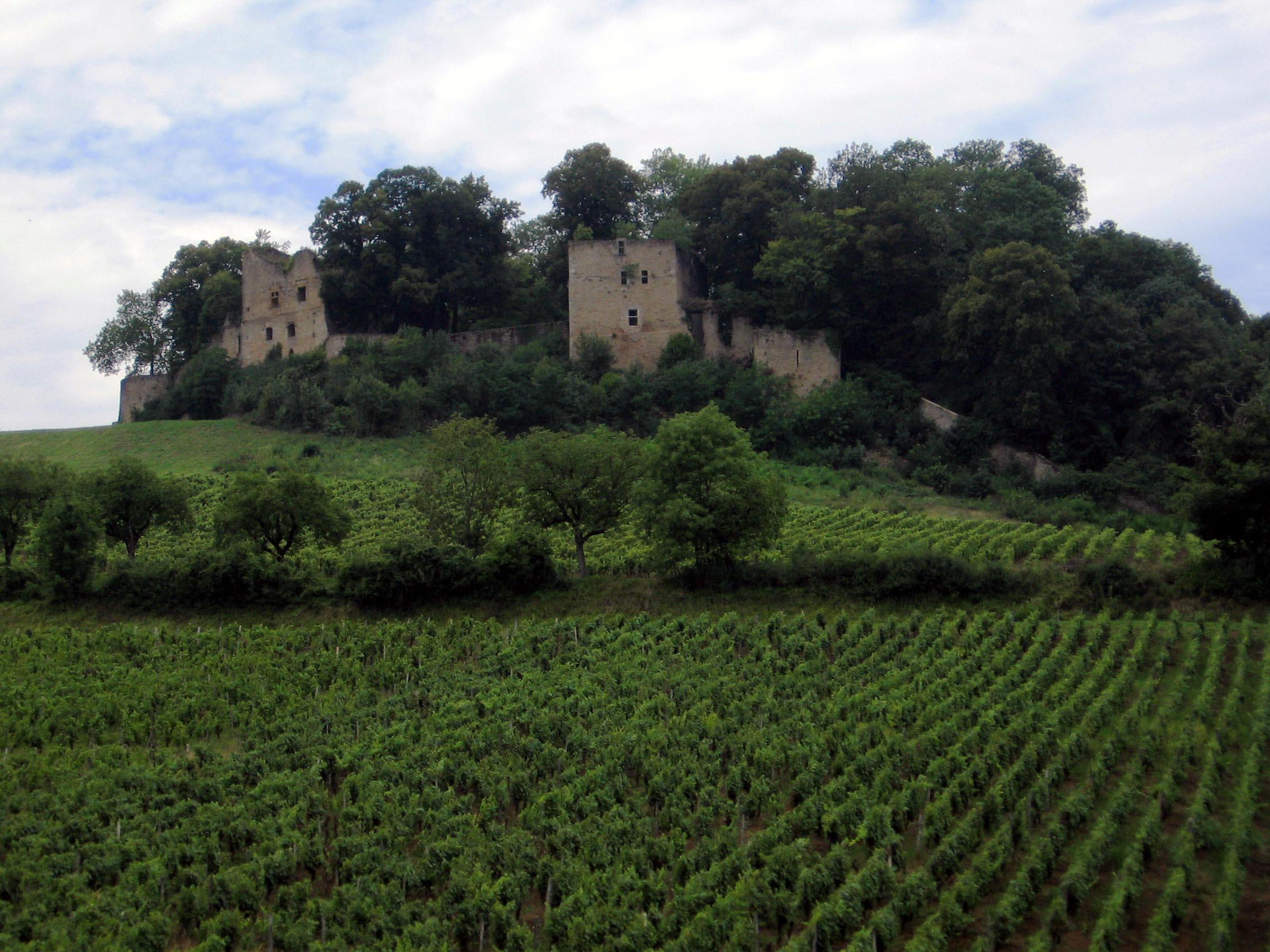
Het 13e-eeuwse kasteel van Arlay

De heerlijkheid Arlay was sinds de dertiende eeuw in het bezit van de graven van Chalon-Arlay. Na het uitsterven van Chalon-Arlay in 1530 kwamen hun bezittingen aan de graven van Nassau-Breda. De Nederlandse koning voert de adellijke titel Heer van Arlay. Zie Titels Nederlandse koninklijke familie.
Op 1 januari 2016 fuseerde Arlay met de gemeente Saint-Germain-lès-Arlay tot een nieuwe gemeente (commune nouvelle), die ook de naam Arlay kreeg.

## Geografie
De oppervlakte van Arlay bedraagt 14,11 vierkante kilometer; de bevolkingsdichtheid was op 1 januari 2016 88,9 inwoners per km².

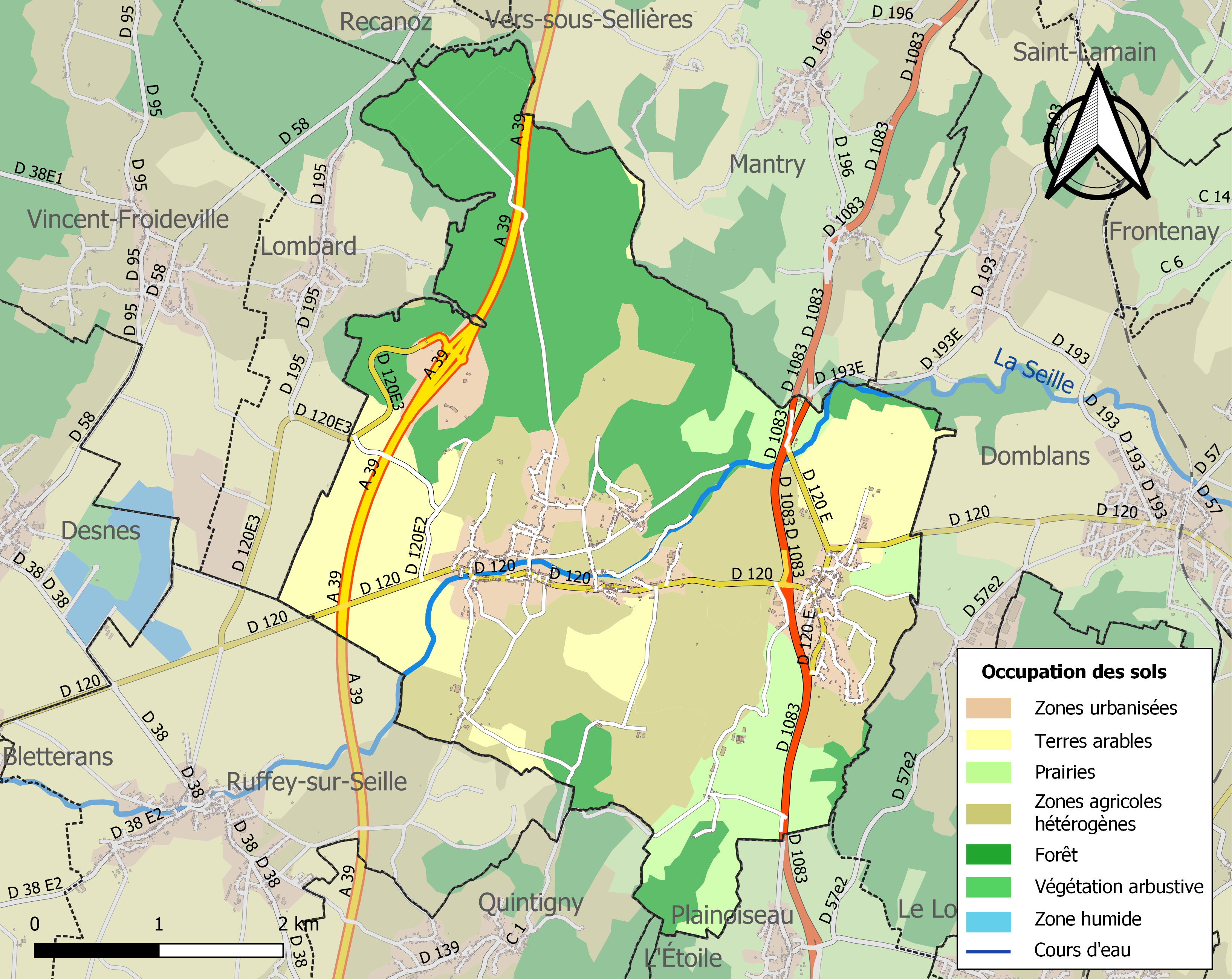
Kaart van de gemeente met de belangrijkste infrastructuur, bodemgebruik en omliggende gemeenten

## Demografie
Onderstaande figuur toont het verloop van het inwonertal.